# Erlkönig (Ballade)

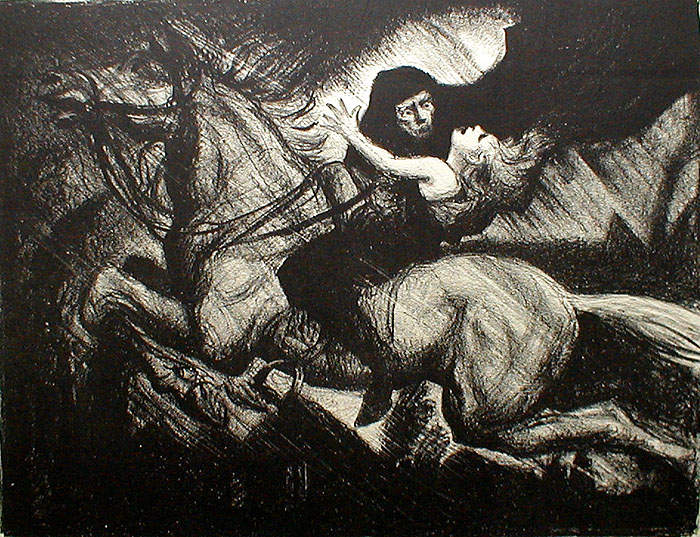
Illustration von Albert Sterner

Erlkönig ist eine Ballade von Johann Wolfgang von Goethe, die er im Jahr 1782 verfasste. Sie gehört zu seinen bekanntesten Werken und wurde unter anderem von Franz Schubert und Carl Loewe vertont.

## Entstehungsgeschichte
Der Stoff der Ballade stammt aus dem Dänischen, dort heißt der Erlkönig Ellerkonge (Nebenform von Elverkonge), also ‚Elfenkönig‘. Die Ballade wurde ursprünglich von Johann Gottfried Herder übersetzt. Dabei entstand der Begriff „Erlkönig“ aus der Übersetzung des Wortes elle als ‚Erle‘. Ob es sich dabei um einen Übersetzungsfehler handelt, ist in der Forschung umstritten; es ist durchaus möglich, dass Herder die Doppeldeutigkeit des dänischen Homonyms elle – das sowohl „Erle“ als auch „Elfe“ bedeuten kann – bekannt war und er also bewusst den Begriff „Erlkönig“ wählte, „um auf die Verbindung der mythologischen Vorstellung von Elfen mit den feuchten Orten anzuspielen, an denen Erlen wachsen und wo Nebel entsteht, der an tanzende Schleier erinnert.“ Goethe schuf die Ballade als Einlage zu dem Singspiel Die Fischerin, in dem die Darstellerin die Ballade bei der Arbeit singt.
Zum Erlkönig inspiriert worden sein soll Goethe während seines Aufenthaltes in Jena durch eine Nachricht, nach der ein Bauer aus dem nahen Dorf Kunitz mit seinem kranken Kind zum Arzt an der Universität ritt. Zur Erinnerung daran wurde bereits im 19. Jahrhundert ein Erlkönig-Denkmal zwischen den heutigen Jenaer Stadtteilen Kunitz und Wenigenjena errichtet. Der lokalen Überlieferung nach soll die Ballade in der Grünen Tanne in Jena niedergeschrieben worden sein. Tatsächlich war Goethe mehrmals in dem Gasthaus zu Gast, vermutlich entdeckte er es jedoch erst später.

## DerErlkönigim Kontext seiner Epoche
Während die Balladen des Sturm und Drang fast alle Liebesballaden sind, entwickelt Goethe als Erster naturmagische Balladen. Anders als in der Dichtung des 18. Jahrhunderts wird die Natur nicht von ihrer ästhetischen oder religiösen Seite dargestellt, sondern auf lockende, bezaubernde, beglückende und tötende Weise. Das erste Mal kommen das Unbewusste und die Gefühlstiefen der Seele zur Sprache, im Gegensatz zur Zeit der Aufklärung. Neben der Frau, dem „einfachen Mann“ und dem Dichter ist gerade das Kind für die magischen Kräfte der Natur empfänglich. Ihm gegenüber steht der aufgeklärte Mensch (hier: der Vater). Das Kind erkennt die greifende Natur, der Vater nicht, aber ihm graust. Diese Haltungen stehen sich im Gedicht gegenüber und werden später in der Romantik, z. B. von Novalis, weiterentwickelt.
Die passende Form für diese naturmagischen Themen stellt neben dem Märchen die Ballade dar. Märchen wie auch Balladen kommen in der Volksdichtung vor, werden aber auch künstlich erschaffen. Goethe kann an alte Volksballaden anknüpfen. Diese Balladen sind zu ihrer Zeit etwas Neues, da sie den Bereich des Unbewussten mit dem Naturmagischen verbinden. Goethes Beschäftigung mit dem Unbewussten führt weiter zur Psychologie der Romantik.

## Inhalt

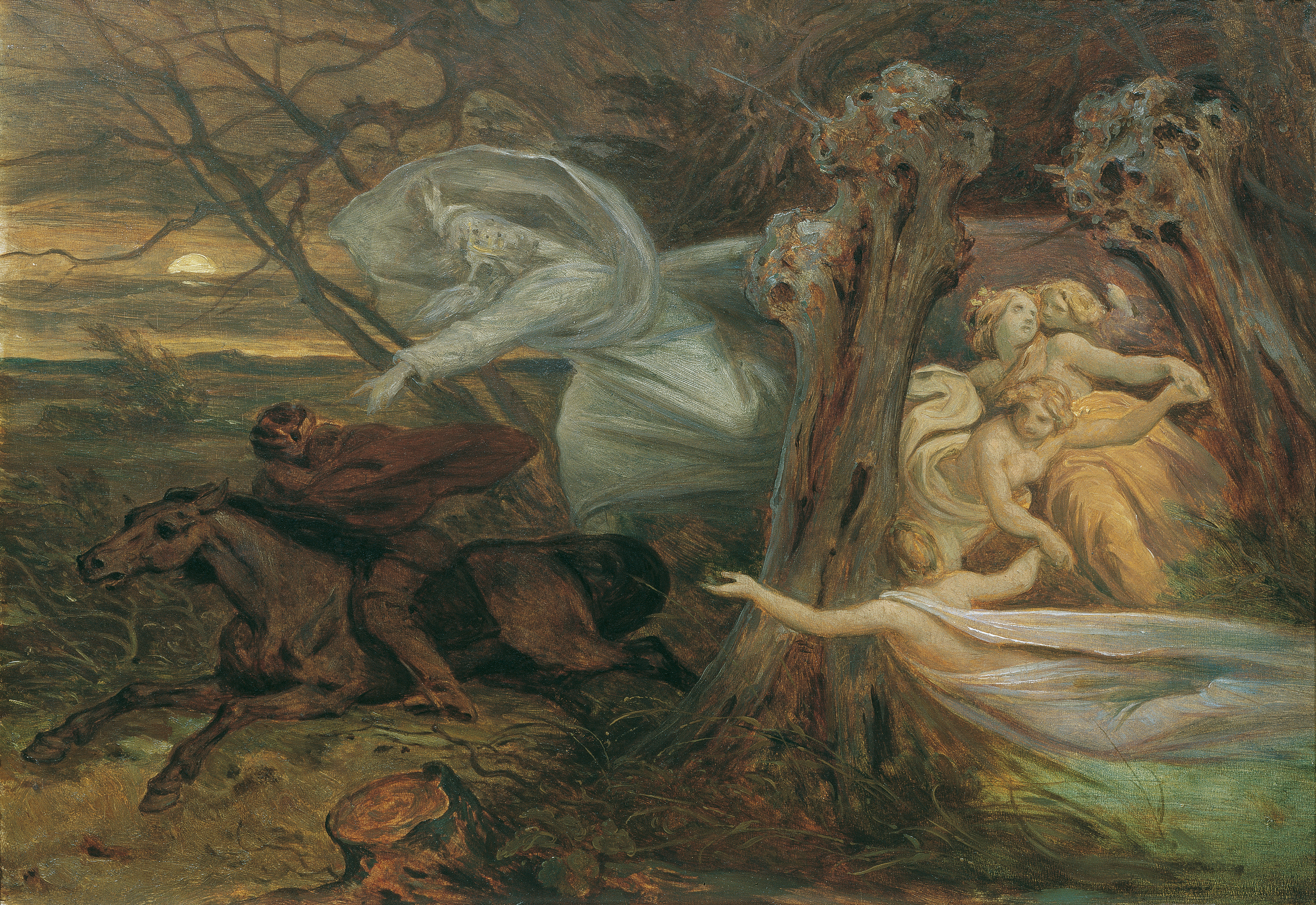
Illustration von Moritz von Schwind

In einer windigen Nacht reitet der Vater, seinen kleinen Sohn im Arm haltend und wärmend. Das Kind glaubt in der Finsternis die Gestalt des Erlkönigs zu erkennen und ängstigt sich. Der Vater beruhigt seinen Sohn: was er sehe, sei nur „ein Nebelstreif“. Doch die gespenstische Gestalt lässt das Kind nicht los. Mit verführerischen Worten bittet der Erlkönig den „feinen Knaben“, mit in sein Reich zu kommen und sich dort von seinen Töchtern verwöhnen zu lassen. Das Kind aber wird immer unruhiger. Wieder bemüht sich der Vater, für dessen Halluzinationen eine natürliche Erklärung zu finden: Alles sei nur das Rascheln der Blätter und der Widerschein der alten Weiden. Doch die Gestalt wird immer bedrohlicher, und der Sohn reagiert immer panischer. Als der Erlkönig das sich sträubende Kind schließlich mit Gewalt an sich reißen will, verliert auch der Vater seine Fassung und versucht, so schnell er reiten kann, den heimatlichen Hof zu erreichen. Doch zu spät – das Kind in seinen Armen ist tot.
Wer reitet so spät durch Nacht und Wind?

Es ist der Vater mit seinem Kind;

Er hat den Knaben wohl in dem Arm,

Er fasst ihn sicher, er hält ihn warm.

Mein Sohn, was birgst du so bang dein Gesicht? –

Siehst, Vater, du den Erlkönig nicht?

Den Erlenkönig mit Kron’ und Schweif? –

Mein Sohn, es ist ein Nebelstreif. –

„Du liebes Kind, komm, geh mit mir!

Gar schöne Spiele spiel’ ich mit dir;

Manch’ bunte Blumen sind an dem Strand,

Meine Mutter hat manch gülden Gewand.“ –

Mein Vater, mein Vater, und hörest du nicht,

Was Erlenkönig mir leise verspricht? –

Sei ruhig, bleibe ruhig, mein Kind;

In dürren Blättern säuselt der Wind. –

„Willst, feiner Knabe, du mit mir gehn?

Meine Töchter sollen dich warten schön;

Meine Töchter führen den nächtlichen Reihn

Und wiegen und tanzen und singen dich ein.“ –

Mein Vater, mein Vater, und siehst du nicht dort

Erlkönigs Töchter am düstern Ort? –

Mein Sohn, mein Sohn, ich seh’ es genau:

Es scheinen die alten Weiden so grau. –

„Ich liebe dich, mich reizt deine schöne Gestalt;

Und bist du nicht willig, so brauch’ ich Gewalt.“ –

Mein Vater, mein Vater, jetzt fasst er mich an!

Erlkönig hat mir ein Leids getan! –

Dem Vater grauset’s; er reitet geschwind,

Er hält in Armen das ächzende Kind,

Erreicht den Hof mit Mühe und Not;

In seinen Armen das Kind war tot.

## Interpretationen

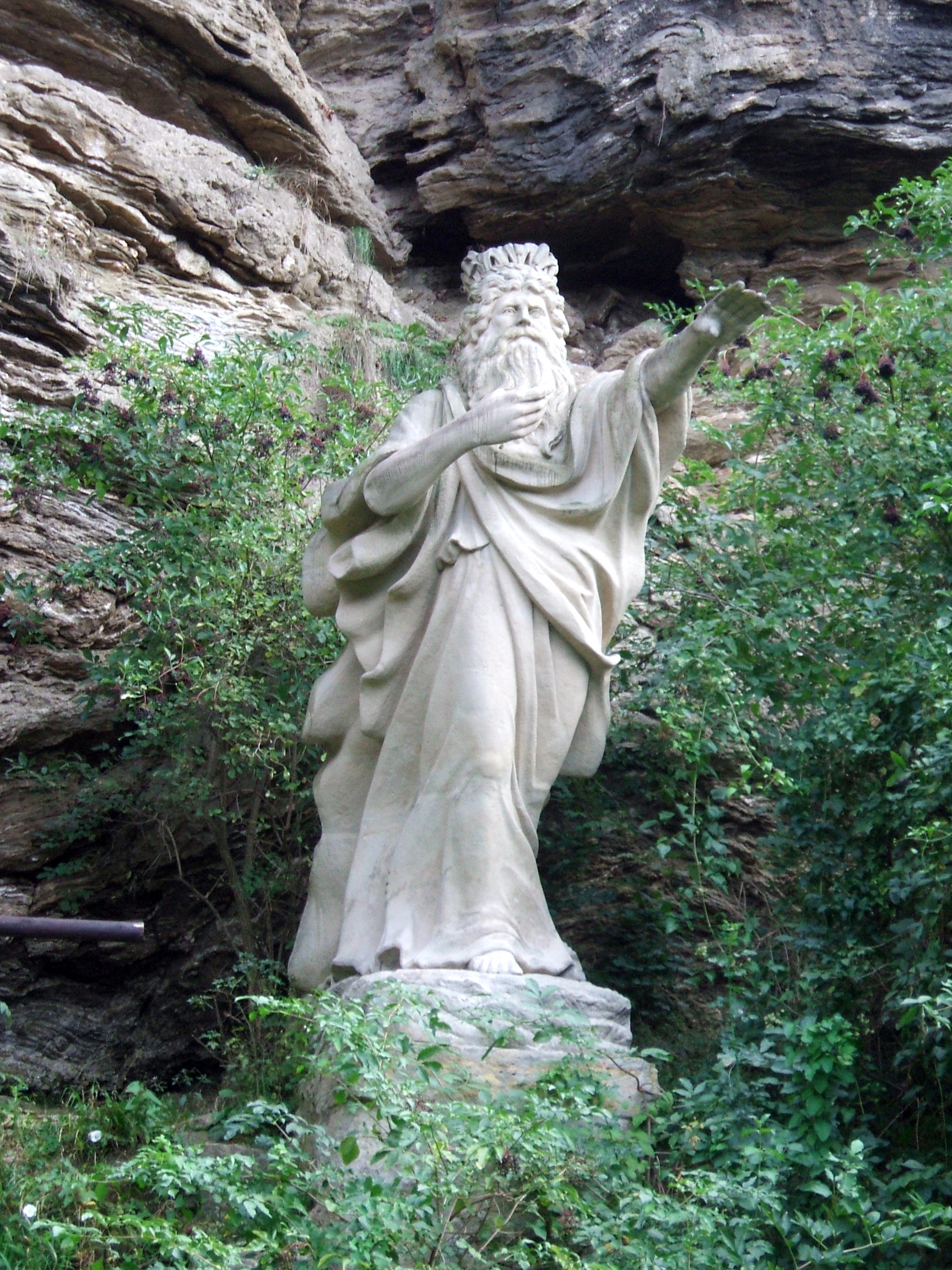
Denkmal des Erlkönigs in Jena

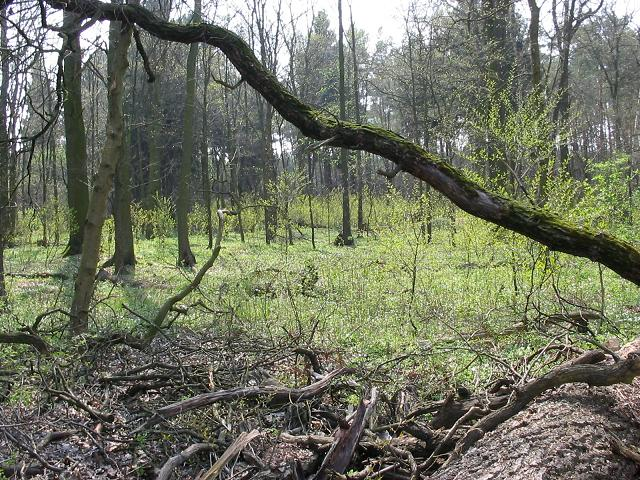
Erlenbruchwald

Goethes Ballade enthält wie die meisten Balladen Leerstellen, die durch Interpretation vom Leser aufgefüllt werden müssen:
- Es bleibt unklar, woher der Junge den Begriff „Erlkönig“ kennt und warum diese Figur trotz ihrer anfänglichen Freundlichkeit sofort Angst in ihm auslöst.
- Es wird nicht erklärt, warum am Schluss das Erzähltempus vom Präsens zum Präteritum wechselt. In einer weniger dramatisierten Erzählung müssten die Tempora genau umgekehrt benutzt werden: Das zunächst Beschriebene ist vergangen, während der Junge tot bleibt. In Herders Erlkönigs Tochter (Herr Oluf) ist jedoch ein sehr ähnlicher Tempus-Wechsel vorhanden.
- Woran „das Kind“ (der Mensch oder die Kindlichkeit des Sohnes?) stirbt bzw. gestorben ist, wird nicht explizit mitgeteilt.

Die meisten Interpretationen des Gedichts gehen von der Nicht-Existenz dessen aus, was der Knabe wahrnimmt. Sie sehen (wie der Vater) den Erlkönig als bloße Ausgeburt von Angst- und hohen Fieberträumen und als Ausdruck der Krankheit des Knaben, die ihn am Schluss der Ballade tötet.
Eine zweite Gruppe von Interpreten kritisiert die aufklärerische Haltung des Vaters im Gedicht und derjenigen Interpreten, die dessen Sichtweise teilen: Dass von Erlenbrüchen rational nicht nachvollziehbare, naturmagische Energien, auch in Form von Schadenzauber, ausgingen, werde von vielen Menschen seit langer Zeit geglaubt. Daher sei der Hinweis auf Erlen auch kein Übersetzungsfehler (das dänische Wort ellerkonge bedeutet eigentlich ‚Elfenkönig‘, s. o.), sondern von Goethe durchaus beabsichtigt. Möglicherweise verfügten demnach „unbekannte Mächte über Leib und Leben eines wehrlosen Menschen“, in dem Falle das Kind. Goethe, als „einer der Begründer der naturmagischen Ballade“, habe den Erlkönig aus dem Jenseits einen Menschen zu sich rufen lassen, der sich in sein Reich begeben habe.
Da einige Verse, wie „Du liebes Kind, komm geh mit mir!“ oder „Ich liebe dich, mich reizt deine schöne Gestalt; / Und bist du nicht willig, so brauch’ ich Gewalt“, an sexuellen Missbrauch von Kindern erinnern, neigen einige Interpreten zu der Auffassung, das Gedicht handele von einer Vergewaltigung. Diese Auffassung teilt auch der Soziologe Rüdiger Lautmann, der den „Erlkönig“ nicht als pädophilen Mann, sondern als „Vergewaltiger“ bewertet. Während der 55. Lindauer Psychotherapiewochen 2005 stellte Luise Reddemann die These auf, das Gedicht handele von einem Albtraum eines Opfers sexualisierter Gewalt, das den Täter in zwei Personen zerlege, nämlich in den Vater als „guten Vater“ und den Erlkönig als „bösen Vater“. Dass der Täter in Gestalt des „guten Vaters“ dem Opfer einrede, es bilde sich die Tat nur ein, sei typisch für das Verhalten von Tätern aus dem Nahbereich von Kindern. Der Tod des Kindes ist bei dieser Interpretation oft ein seelischer Tod, in dem das Kind in einem verlorenen Zustand ist.
Wiederum anderen Interpreten zufolge verkörpert die Figur des Erlkönigs erste unbewusste pubertäre Ahnungen: Er repräsentiere die männliche Natur des Knaben. Diese locke den widerspenstigen Knaben zunächst mit mütterlichen, dann mit erotischen Phantasien in ihr Reich und gewinne schließlich gewaltsam die Oberhand. Durch den nächtlichen Ausflug ins dämonische Leben werde der Knabe seiner Unschuld beraubt und letztlich gezwungen, seine wohlbehütete Kindheit zu verlassen. Sein Tod symbolisiere das unaufhaltsame Ende seiner naiven Integrität und seinen zwangsläufigen Eintritt in die Welt der Erwachsenen. Seine männliche Natur hole den fliehenden Knaben buchstäblich ein. Da helfe kein noch so schneller Galopp des Vaters, der seinen Sohn ins beschützende elterliche Heim zurückholen und so retten wolle. Die Beschwichtigungsversuche und der verzweifelte Kampf des Vaters müssten gegen die natürlichen Triebe des Kindes unterliegen. Der fortschreitenden Zeit und erwachenden Sexualität lasse sich nicht entkommen.
Eine einfache Interpretation würde von der Annahme ausgehen, dass das sterbende Kind im Fieberwahn im Erlkönig den herannahenden Tod erblickt, der den Knaben holt. Der Tod stellt sich in einer verlockenden Königsmaske vor; das Kind durchschaut aber bald die Maske und erschrickt vor dem tödlichen Grauen, das dahintersteckt. Nach den anfänglichen süßlichen Verheißungen ergreift der Erlkönig-Tod das Kind und entreißt sein Leben aus den Armen des Vaters, der einen klaren, realistischen Blick behält und den Todeskampf seines Sohnes nicht versteht.

## Rezeption

### Vertonungen in der klassischen Musik

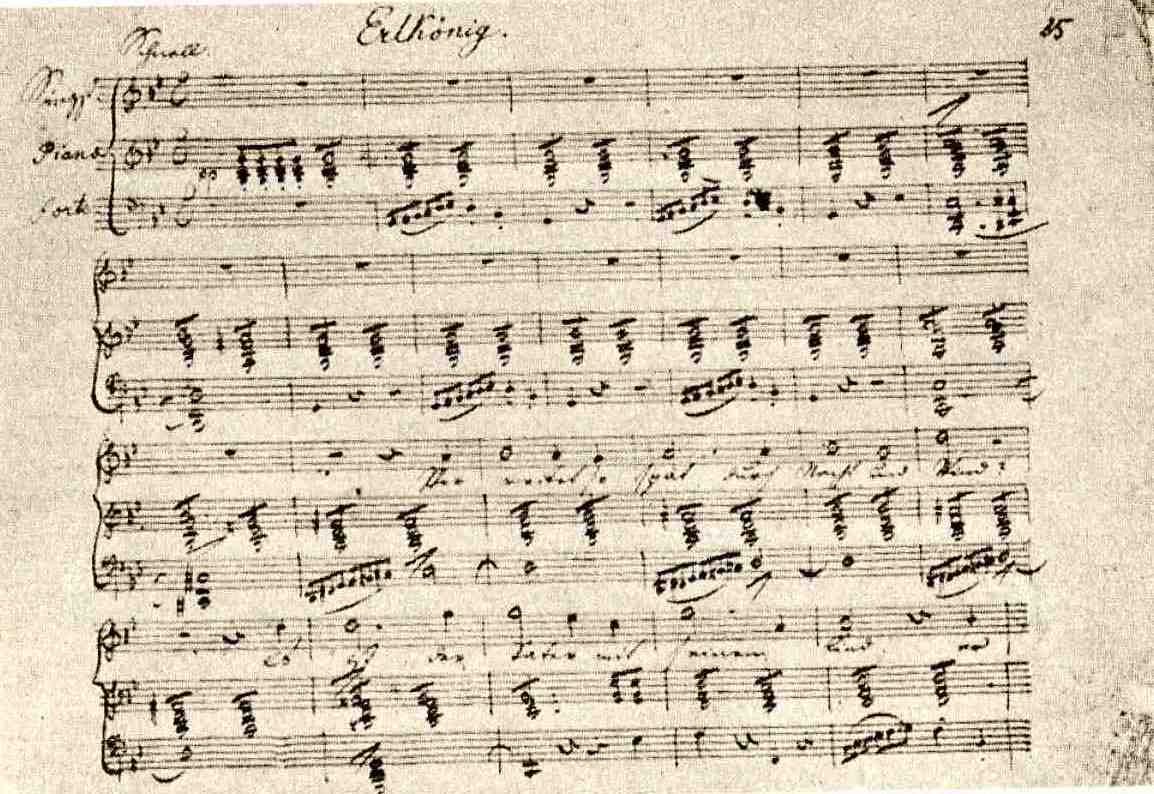
Erste Seite der Vertonung von Franz Schubert (3. Fassung mit leichterer Begleitung)

- Insbesondere die Vertonung Franz Schuberts wird heute oft gesungen. Schubert wollte diese Vertonung Goethe widmen, der sie jedoch unkommentiert zurücksenden ließ. Der Erlkönig ist das erste gedruckte Werk Schuberts und hat daher die Opuszahl 1.
- Von Ludwig van Beethoven existieren einige Skizzen zu einer Vertonung, die um 1795 entstanden sein dürften und im Werkverzeichnis von Kinsky/Halm „Werke ohne Opus-Zahl“ (WoO) die Nummer 131 tragen.[11]
- Bekannt ist auch die Vertonung von Carl Loewe (1818), der mit ihr Goethes Gunst zu gewinnen versuchte und beabsichtigte, sie bei einem Besuch 1820 in Jena[12]  – dem einzigen Zusammentreffen der beiden – persönlich vorzutragen. Da es aber in Goethes Unterkunft kein Klavier gab, scheiterte sein Vorhaben. Loewe lieferte außerdem mit der Ballade Herr Oluf auf einen Text von Johann Gottfried Herder nach einer dänischen Volksballade eine weitere Variante des Stoffes, in der die Titelfigur dem Fluch der zurückgewiesenen Tochter des Erlkönigs zum Opfer fällt.
- Johann Friedrich Reichardt vertonte die Ballade ebenfalls (1794). Ein Vergleich zwischen Reichardt, Loewe und Schubert zeigt jeweils unterschiedliche Schwerpunktsetzungen der Kompositionen in Bezug auf Inhalt, aber auch Form.
- 1856 vertonte Louis Spohr die Ballade für Bariton mit Begleitung durch Klavier und Violine.
- Weitere Vertonungen aus dem 18. und 19. Jahrhundert stammen z. B. von Andreas Romberg (1793), Corona Schröter (1782), Gottlob Bachmann (1798/99), Max Eberwein (1826), Friedrich Methfessel (1805), Carl Friedrich Zelter (1797), August Engelberg (1841), Anselm Hüttenbrenner (1829), Bernhard Klein (1815/16) und Václav Jan Křtitel Tomášek (1815). Zu den Erlkönig-Vertonungen im 21. Jahrhundert zählen die Chorvertonungen von Tapani Länsiö (2002) und Huub de Lange (2004).

### Popmusik
- Die Band „Hypnotic Grooves“ verarbeitete auf dem Album Rosebud: Songs of Goethe and Nietzsche (1999), das vor dem Hintergrund „Weimar – Weltkulturstadt 1999“ entstand, diese Ballade und ließ sie von Jo van Nelsen interpretieren.
- Im Jahr 2000 vertonte der Schweizer Schauspieler Daniel Bill mit Marc Storace, dem Sänger von Krokus, den Erlkönig als Rock-Version auf der CD Scream in the night.
- 2002 erschien eine Version des Gedichts von Achim Reichel auf der CD Wilder Wassermann.
- Die Neofolk-Bands Forseti (auf Jenzig, 1999) und Falkenstein (auf Urdarbrunnen, 2008) vertonten die Ballade.
- Die Neue-Deutsche-Härte-Band Rammstein schrieb eine Adaption, Dalai Lama, zum Erlkönig.
- 2005 veröffentlichte die experimentelle Thrash-Metal-Band Sturmgeist den Erlkönig auf dem Album Meister Mephisto.
- Weitere Vertonungen stammen von der Band Leichenwetter und von Dracul auf dem Album Follow me.
- Der katalanische Liedermacher und Sänger Roger Mas vertonte 2015 eine katalanische Version des Erlkönigs unter dem Titel El rei dels verns, die auf seinem Album Irredempt erschien.[13]

### Literarische Werke
- Die nachdichtende Übersetzung ins Englische The Erl-King war eines der ersten Werke von Walter Scott (1797).[14]
- Der Dichter Moshe Lifshits debütierte 1918 mit der jiddischen Nachdichtung Der valdkeyzer (Kiew, 1918) und überarbeitete seine Übersetzung als Der valdkeyzer: A kindershpil (Der Erlkönig: Ein Theaterstück für Kinder) für die Bühne.
- Im Jahr 1970 veröffentlichte der französische Schriftsteller Michel Tournier seinen Roman Le roi des aulnes (Der Erlkönig). Dessen Handlung wurde 1995 von Volker Schlöndorff unter dem Titel: The Ogre (Der Unhold) verfilmt.[15]
- In Robert Löhrs Roman Das Erlkönig-Manöver von 2007 steht der Erlkönig für Napoleon, der des französischen Thronfolgers Ludwig XVII. habhaft werden will.

### Bekannte Parodien
- Die Leipziger Mundartdichterin Lene Voigt veröffentlichte 1925 in ihrem Buch Säk’sche Balladen eine humorvolle sächsische Version dieses Gedichts
- Heinz Erhardt verkürzte das Original auf insgesamt acht Zeilen und nannte seine Fassung Der König Erl. Der Schlussvers lautet: „[…] der Knabe lebt, das Pferd ist tot!“[16] Otto Waalkes erweiterte Erhardts Fassung um eine weitere Strophe.[17]
- In der DDR war ein Sketch von Eberhard Cohrs und Heinz Kunert mit dem Namen Der Erlkönig populär, der auch auf Tonträger veröffentlicht wurde. Dort versucht Kunert vergeblich, dem etwas begriffsstutzigen Cohrs den Inhalt der Ballade zu erklären.
- In der DDR existierte auch die auf Erich Honecker gemünzte Parodie: „Wer reitet so spät durch Kraut und Rüben? Es ist der Erich, er will nach drüben... Erreicht die Mauer mit Mühe und Not, tritt auf ’ne Mine - bums - ist er tot.“[18]
- Der parodistische Erlkönig-Vortrag des Schweizer Comedians Marco Rima ist vor allem durch lautmalerische und mimische Übertreibungen gekennzeichnet.[19]
- Zwei Lieder der österreichischen Gruppe Erste Allgemeine Verunsicherung parodieren die Ballade. Wer riecht so streng (1991) handelt von einem Findelkind mit vollen Windeln,[20] in Erlkönig (2003) lässt der Vater das Kind fallen.[21]
- Im Buch Sams in Gefahr aus seiner Reihe Sams lässt Paul Maar seine Figur Sams in Gestalt einer Lehrerin das Gedicht Erlkönig verballhornen. Statt im Wald spielt die Szene in „Gassen und Straßen“ und der Erlkönig wird durch einen Rasenmäher ersetzt.[22]

## Literatur

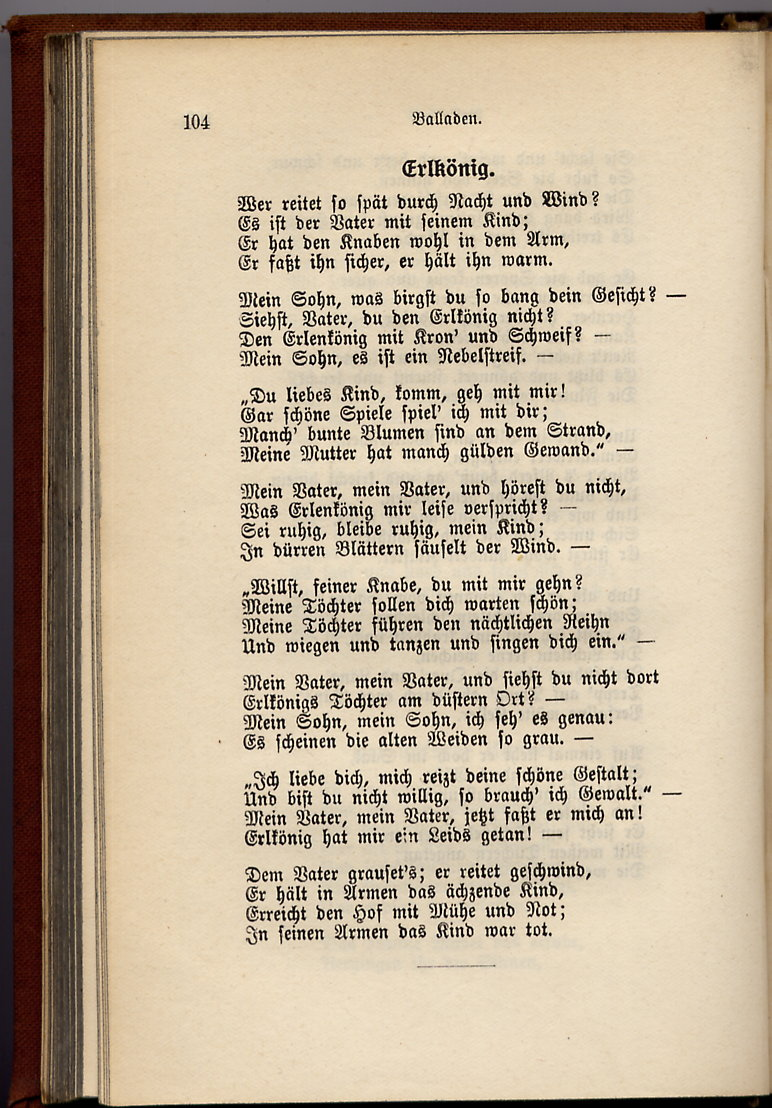
Abdruck des Gedichts in einer Ausgabe des Bertelsmann Verlags